# ترنه
تِرِنُه به سازههای دایره مانندی که تاریخ آن به دوره زرتشتیان می‌رسد، در میان رودخانه مهران واقع در روستای کوخرد مرکز بخش کوخرد شهرستان بستک در غرب استان هرمزگان در جنوب ایران گفته می‌شود که یکی از نقاط دیدنی استان هرمزگان است.
ساخت چنین سازه‌هایی کهن در میان آب رودخانه بسیار شگفت‌انگیز است.
این سازه در راه باغ زردی در جنوب دهستان کوخرد واقع شده و یکی از آثار باستانی بخش کوخرد است. این بنا در دی ماه ۱۳۸۲ خورشیدی به ثبت آثار ملی ایران رسیده‌است.

## کاربرد
این ساختمانها آب شیرین را از یک سوی رودخانه شور به سوی دیگر می‌بردند و بخش‌های این سازه از پائین و زیر آب به هم وصل بودند.
در زمان بسیار دور سیبه یا کوخرد دارای دو رشته قنات بوده، این قنات‌ها از زیر کوه ناخ و دقیقاً از پشت دهستان هرنگ سرچشمه می‌گرفته و نخلها و زمینهای کشاورزی جنوب و جنوب شرقی دهستان کوخرد را آبیاری می‌نموده‌است، آب یک رشته از این قناتها به‌وسیله «ترِنه» به آن سوی رودخانه مهران برده می‌شده و به زمینهای کشاورزی در منطقه بک احمد و بشکرو و (پشتخه مدی آباد) می‌رسیده. گفته می‌شود در این مناطق باغهای مرکبات و نخلستانهای گسترده‌ای وجود داشته‌است. آثار این رشته قنات‌ها هنوز در پشتخه (پُشته) مدی آباد وجود دارد، اما امروزه این قنات‌ها کاملاً از کار افتاده و تنها آثارش باقی مانده‌است. اما از باغ‌ها دیگر هیچ اثری وجود ندارد.

## پیشینه
این قنات‌ها و همچنین ترنه در زمان زرتشتیان که پیش از اسلام در سیبه (نام قدیم کوخرد) زندگی می‌کردند ساخته شده‌است.
تاریخ این بنای تاریخی به دوره ساسانیان بر می‌گردد.
شماری از این قناتها تا پنجاه سال پیش هم دائر بوده‌است.
هنوز با وجود اینکه «تِرِنُه» سالهای سال در میان رودخانه مهران قرار دارد و رودخانه نیز در پایان هر بارندگی آبی سیل‌آسا با خود می‌آورد و آب از لای آن عبور می‌کند، همانندی کوهی در وسط این رودخانه جلوه‌نمایی می‌کند.
ترنه در درون آب شور و با ساروج و گل و لای و سنگ ساخته شده‌است و با مرور و گذشت هزارها سال بخشی از آن هنوز بدون هیج تغییر شکلی پا برجاست.

## فهرست منابع و مآخذ
- محمدیان، کوخردی، محمد، “ «به یاد کوخرد» “، ج۱. ج۲. چاپ اول، دبی: سال انتشار ۲۰۰۲ میلادی.
- الکوخردی، محمد، بن یوسف، (کُوخِرد حَاضِرَة اِسلامِیةَ عَلی ضِفافِ نَهر مِهران Kookherd, an Islamic District on the bank of Mehran River) الطبعة الثالثة، دبی: سنة ۱۹۹۷ للمیلاد.
- درگاه فهرست آثار ملی ایران
- فهرست آثار فرهنگی تاریخی ثبت شده در فهرست آثار ملی شهرستان بستک[پیوند مرده]
- محمد، صدیق «تارخ فارس» صفحه‌های (۵۰ ـ ۵۱ ـ ۵۲ ـ ۵۳)، چاپ سال ۱۹۹۳ میلادی.
- محمدیان، کوخردی، محمد،  (شهرستان بستک و بخش کوخرد) ، ج۱. چاپ اول، دبی: سال انتشار ۲۰۰۵ میلادی.
- مهندس:، حاتم، محمد، غریب“ «تَاریخْ عَرَب الّهْولَة Huwala Arab History» “، دولة الکویت، ج۱. چاپ سوم، القاهرة، مصر، دارالأمین للطباعة والنشر والتوزیع، ۸ شارع أبوالمعالی، سال انتشار ۱۹۹۷ میلادی، Engineer: Mohammed gharhb Hatem , third edition: Egypt (Cairo),1997 & 2013